# Basedowstraße 16 (Magdeburg)

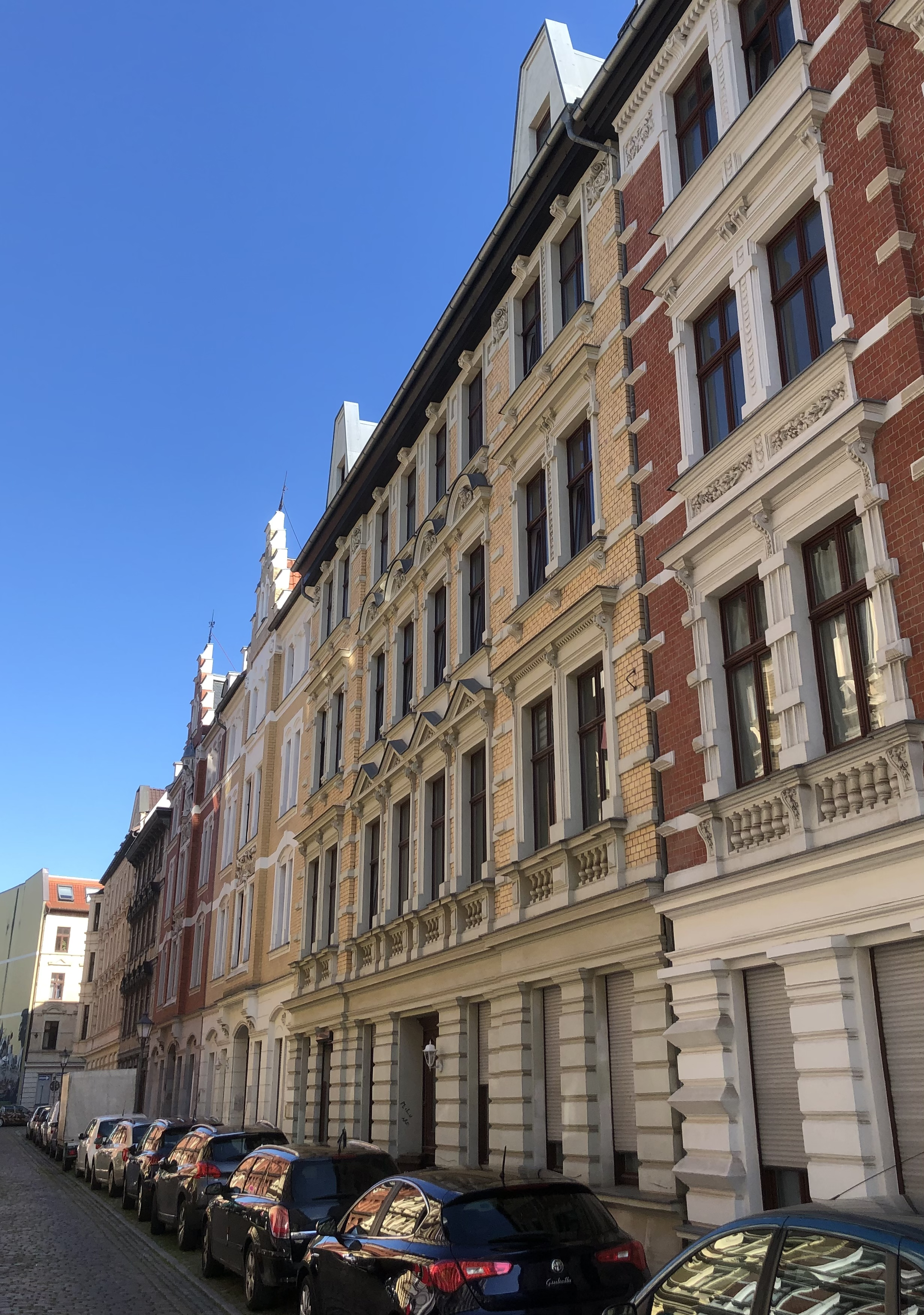
Basedowstraße 16 im Jahr 2021

Das Gebäude Basedowstraße 16 ist ein denkmalgeschütztes Wohnhaus in Magdeburg in Sachsen-Anhalt.

## Lage
Es befindet sich auf der Südseite der Basedowstraße im Magdeburger Stadtteil Buckau. Unmittelbar westlich grenzt das gleichfalls denkmalgeschützte Haus Basedowstraße 14, östlich die Basedowstraße 18 an. Zugleich gehört es zum Denkmalbereich Basedowstraße.

## Architektur und Geschichte
Der viergeschossige Bau entstand im Jahr 1892 nach einem Entwurf von F. Busch. Die achtachsige Fassade weist eine Putzgliederung im Stil der Neorenaissance auf. Die beiden jeweils äußeren Achsen treten als flache Risalite hervor und sind mit einachsigen Dacherkern bekrönt. Über den vier mittleren Fenstern befindet sich im ersten Obergeschoss als Fensterverdachung jeweils ein Dreiecksgiebel, im zweiten Obergeschoss ein Segmentbogen.
Im örtlichen Denkmalverzeichnis ist das Wohnhaus unter der Erfassungsnummer 094 70820 als Baudenkmal verzeichnet.
Das Haus gilt als Teil des gründerzeitlichen Straßenzugs als städtebaulich bedeutsam.